# Unabhängigkeitsreferendum in Litauen 1991

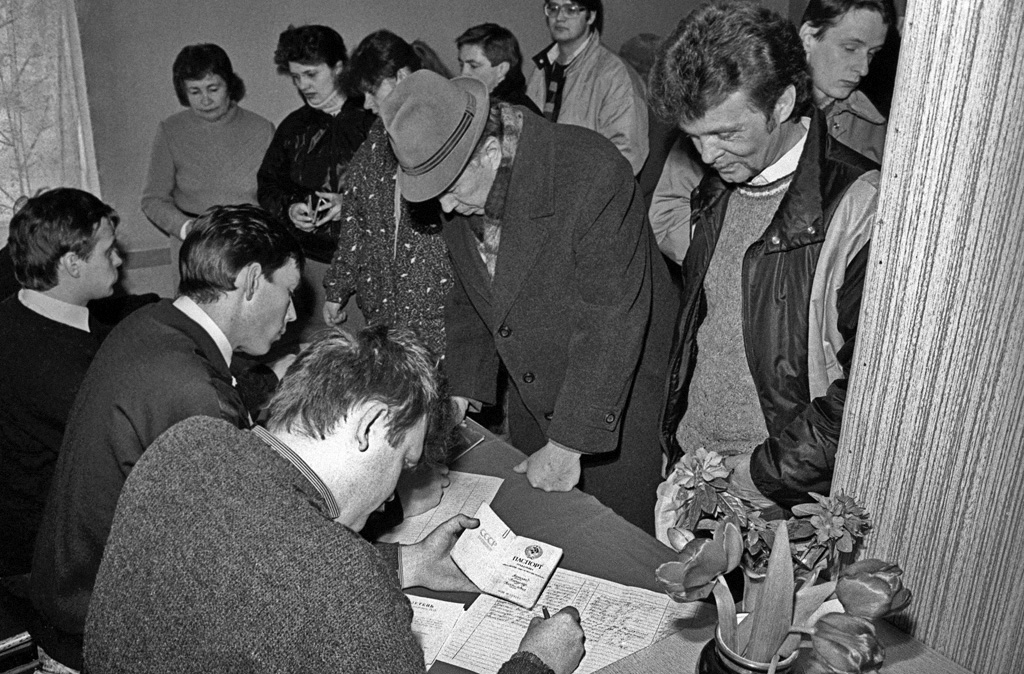
Ein Wahllokal in Litauen am Tag des Referendums 1991

Am 9. Februar 1991 fand ein Unabhängigkeitsreferendum in Litauen statt. Mehr als 90 % der Abstimmenden stimmten für die Unabhängigkeit, während die Zahl der Wahlberechtigten, die mit "Ja" stimmten, 76,5 % betrug und damit weit über der Schwelle von 50 % lag. Die Unabhängigkeit der Republik Litauen wurde am 2. September 1991 von den Vereinigten Staaten und am 6. September 1991 von der Sowjetunion anerkannt.

## Vorgeschichte
Litauen wurde 1940 von der Sowjetunion annektiert und war als Litauische Sozialistische Sowjetrepublik für die nächsten 50 Jahre eine Unionsrepublik der UdSSR. Am 11. März 1989 erklärte der gewählte Oberste Sowjet der Litauischen SSR die Souveränität Litauens und erklärt am 11. März 1990 die Unabhängigkeit Litauens. Um dem sowjetischen Referendum im März 1991 über die Verabschiedung des neuen Unionsvertrags zuvorzukommen, wurde für den Februar 1991 ein Referendum über die Unabhängigkeit Litauens angesetzt.

## Frage
| Deutsch                                                                                 | Litauisch                                                                        |
| --------------------------------------------------------------------------------------- | -------------------------------------------------------------------------------- |
| "Sind Sie dafür, dass der litauische Staat eine unabhängige demokratische Republik ist? | "Ar jūs už tai, kad Lietuvos valstybė būtų nepriklausoma demokratinė respublika? |

## Ergebnis
|                                     | Stimmen   | %      |
| ----------------------------------- | --------- | ------ |
| Ja                                  | 2.028.339 | 93,24  |
| Nein                                | 147.040   | 6,76   |
| Gesamt                              | 2.175.379 | 100,00 |
| Gültige Stimmen                     | 2.175.379 | 97,03  |
| Ungültige oder leere Stimmzettel    | 66.614    | 2,87   |
| Gesamt                              | 2.241.993 | 100,00 |
| Registrierte Wähler/Wahlbeteiligung | 2.652.738 | 84,74  |
| Quelle: SUDD                        |           |        |

## Folgen
Das Referendum ergab die erwartete Mehrheit für die Unabhängigkeit Litauens und gab dem Wunsch der Bevölkerung nach staatlicher Eigenständigkeit Ausdruck. Die Wahlbeteiligung war hoch, auch wenn die Wahlbeteiligung der polnischen und russischen Minderheit im Land niedrig gewesen sein soll. Der sowjetische Präsident Michail Gorbatschow hatte die Unabhängigkeitserklärung Litauens nicht anerkannt, war militärisch gegen die litauische Unabhängigkeitsbewegung vorgegangen und hatte das Referendum bereits im Vorfeld für illegal erklärt. Nach dem Augustputsch in Moskau im August 1991 erkannte der Staatsrat der Sowjetunion schließlich am 6. September 1991 die Unabhängigkeit Litauens an.